# Caspar René Hirschfeld
Caspar René Hirschfeld (* 21. Mai 1965 in Wernigerode) ist ein deutscher Komponist und Violinist.

## Leben und Wirken
Hirschfeld erhielt ab dem fünften Lebensjahr an der Musikschule Wernigerode seinen ersten Violinunterricht und später Klavierunterricht. Im Alter von 9 Jahren begann er zu komponieren. Er studierte von 1982 bis 1987 an der Musikhochschule Dresden Komposition bei Udo Zimmermann und Wilfried Krätzschmar, Violine bei Christian Redder sowie Klavier und Dirigieren. Anschließend war er bis 1989 Meisterschüler von Udo Zimmermann. Weitere wichtige Mentoren waren Paul-Heinz Dittrich, Gret Palucca, der Tänzer Thomas Hartmann und der Maler Günter Firit.
Neben seinem Wirken als Komponist trat Hirschfeld in den 1990er Jahren als Tänzer und Performancekünstler sowie als Pianist und Liedbegleiter in Erscheinung. Er konzertierte bis 2021 auch als Geiger, vornehmlich mit Barockmusik (u. a. im Albert/Hirschfeld Duo mit dem Gitarristen Sebastian Albert) und zeitgenössischer Musik.
Hirschfeld war von 1987 bis 1991 Lehrbeauftragter an der Dresdner Musikhochschule und anschließend bis 1994 an der Hochschule für Musik „Hanns Eisler“ Berlin. Außerdem war er bei der ACMP Foundation in New York und in der Musikakademie Rheinsberg tätig. Er ist Dozent der Komponistenklasse Sachsen-Anhalt und seit 2019 Leiter des Landesensemble Junge Musik Sachsen-Anhalt. Außerdem ist er Vorstandsmitglied des Musikbundes Sachsen-Anhalt.
Hirschfelds kompositorisches Werk umfasst Musiktheater, Ballette, Sinfonik, Chormusik, Kammermusik, Solowerke und Lieder sowie Tangos und Jazz-Zyklen. Seine Kompositionen wurden in zahlreichen Ländern Europas und weltweit gespielt, unter anderem an der Semperoper, der Oper Leipzig, der Oper Bonn, im Konzerthaus Berlin, im Konzerthaus Dortmund, im DeSingel Antwerpen, im Musée d’art moderne de la Ville de Paris, im Athenäum Bukarest, am Rustaweli-Theater sowie bei den Salzburger Festspielen, beim Schleswig-Holstein Musik Festival, den Dresdner Musikfestspielen und den Dresdner Tagen der zeitgenössischen Musik.
1991 wurde seine Kammeroper Bianca bei den Salzburger Festspielen uraufgeführt. Im Jahr 2005 wurde sein Werk Wandlungen V – Doppelkonzert für Violine, Violoncello und Orchester im Dom zu Magdeburg zur Verleihung des Kaiser-Otto-Preises an Bundespräsident a. D. Richard von Weizsäcker uraufgeführt.
Zunächst wurden Hirschfelds Werke teils beim  Verlag Neue Musik Berlin, teils beim   Friedrich Hofmeister Musikverlag Leipzig  veröffentlicht. 2022 erhielt er einen Gereralvertrags vom Verlag Neue Musik Berlin. Seither erscheinen seine Werke ausschließlich dort.
Die Website des Verlag Neue Musik Berlin führt Hirschfeld als einen „...der interessantesten und vielseitigsten Komponisten seiner Generation. Dabei entzieht sich seine Musik gängigen Kategorien wie Avantgarde oder Tradition, gilt als gleichermaßen zeitgemäß wie transzendent, strukturell komplex und sinnlich fassbar.“

## Auszeichnungen
- 1984: Carl-Maria-von-Weber-Preis der Stadt Dresden[3]
- 1988/1989: Mendelssohn-Stipendium des Ministeriums für Kultur der DDR[2]
- 2000: Göttinger Kompositionspreis für Gitarre[2]
- 2015: Carl von Ossietzky Kompositionspreis[2]

## Veröffentlichungen
- 2016: Meine Geigenwunderwelt – eine moderne Geigenschule mit Zeichnungen von Korvin Reich, Heinrichshofens Verlag, ISMN 9790204428182; 2. Bd. 2020, ISMN 9790204428199
- 2017: Bewegung als strukturelles Gestaltungsmittel in Musik und anderen Künsten, BoD, ISBN 978-3744854542 9790204428182
- 2020: (Hrsg.) Fritz Schäfer: Die sieben Erwachungsglieder – eine Gipfelstrecke in der Lehre des Buddha, Beyerlein u. Steinschulte, ISBN 978-3-945224-09-0
- 2022: Besinnt Euch!, ISBN 978-3-347-60233-5

## Diskografie (Auswahl)
- Lieder & Sonette, Grit Díaz de Arce u. a. (1998 kreuzberg records, kr 10 049)
- solitudes, Solowerke, Andreas Göbel u. a. (2001 Col Legno WWE 1CD 20058, LC-Nr. 20258)
- Wandlungen, Kammermusik für Klaviertrio u. a., Trio Triton u. a. (2003 Col Legno WWE 1CD 20058, LC-Nr. 20218)
- PI - Klang der Unendlichkeit, Electronic (2024 kreuzberg records, kr 10186)
- Music for Piano Solo, Joshua Rupley (2025 TYXart, TXA25197)